# 鄭運鵬
鄭運鵬（1973年6月2日—），中華民國政治人物，現任台灣世曦工程顧問公司董事長。曾任民主進步黨籍第六屆及第九、十屆立法委員、民主進步黨立法院黨團幹事長、中華顧問工程司董事長。

## 早年
鄭運鵬出生於臺北市，其家庭出身迪化街，父親畢業於成功大學礦冶系，母親為桃園縣（今桃園市）人，為黨外運動支持者。
鄭運鵬為家中次子，其兄鄭運鴻為科幻作家、時事評論家，筆名「難攻博士」、「難攻大士」。2016年，鄭運鵬參選立法委員時，其兄鄭運鴻在選前表示，若鄭運鵬選上將會出版漫畫。在鄭運鵬順利當選後，由此鄭運鴻委請漫畫家羊寧欣推出《我的弟弟要選立法委員》。

## 政治生涯
鄭運鵬畢業於國立臺灣大學土木系，於大學期間開始投入政治。大三時，為民主進步黨臺北市市長候選人陳水扁助選，曾參與都市計畫白皮書的撰寫。服役完成退伍後，在立法委員沈富雄的國會辦公室任助理。在謝長廷參選高雄市市長時，擔任其助理為其助選。謝長廷當選高雄市市長後，任職於高雄市政府工務局。2000年，在謝長廷擔任民主進步黨主席時，開始任職民進黨中央黨部，擔任民進黨文宣部主任。
2004年，當選臺北市第一選區立法委員。
2007年，擬參與改制為單一選區制的2008年立委選舉，欲爭取臺北市第一選區的席次，但因其在內部檢討時曾建議捲入爭議的時任總統陳水扁請假，而被泛綠基層點名為建議不提名十一人，後在黨內初選中敗給高建智而未競選連任。在2008年立委卸任後，曾任鷗業新媒體董事長，業務包括從事中国大陆及东南亚等海外經商。
2012年，接任民進黨網路部主任，而後又接任組織部、文宣部主任。
2015年，原欲參選臺北市第一選區或臺北市第四選區等艱困選區立委，後接受民進黨徵召改參選桃園市第一選區。
2016年1月16日，以5,813票之差擊敗中國國民黨資深立委陳根德，順利在卸任八年後重返立法院。
2020年1月11日，再度以近七千票的些微差距（3%）擊敗捲土重來的陳根德，連任成功。
2022年8月29日，鄭運鵬因先前林智堅退選接手成為民進黨桃園市市長候選人，並在時任市長鄭文燦的偕同下登記參選桃園市市長選舉，但最後敗給國民黨的張善政，未能當選。
2024年1月13日，在桃園第一選區敗給國民黨立委候選人牛煦庭，連任失利。

## 商業活動
2008年，鄭運鵬在卸任立委後轉任鷗業新媒體董事長。
2010年，鄭運鵬看中龐大的商機，讓鷗業進軍大中華區，除了國內電信業者台灣大以外，香港、泰國、東南亞地區的業者也陸續開始與鷗業洽談合資入股；此外，鄭運鵬也陸續飛到四川、南京、廈門，和中華人民共和國的國營電信業者中國移動（CHL-US）、中國聯通（CHU-US）、中國電信（CHA-US）等三家電信業者商談合作。由此鷗業除了持續與台灣電信業者合作之外，亦將進軍泰國、香港、中國大陸等大中華區拓展事業版圖。
2024年11月28日，中華顧問工程司在董事會中推舉鄭運鵬接任董事長。
2025年7月7日，台灣世曦工程顧問股份有限公司招開第六屆董事會第三次臨時會議，會中推派鄭運鵬接任董事長。

## 個人生活
鄭運鵬愛好ACG作品，尤其是日系機器人題材，他是GUNDAM系列作品的愛好者，特別喜歡《機動戰士Z GUNDAM》，收藏有解體匠機等鋼彈模型。
2016年4月16日，參加台灣漫畫《總統級貓奴》作者蠢羊的簽書會。
2020年立委選舉勝選後，於1月16日身穿日劇《勇者義彥和魔王之城》主角勇者的服裝，開箱「阿修鵬的解體匠機」。而同好也給出勇者、月月鳥等綽號。
2020年11月7日，在桃園市桃園區的統領威秀影城包場與粉絲觀看劇場版動畫《鬼滅之刃劇場版 無限列車篇》，並且身穿同作品角色「水柱 富岡義勇」的服裝現身。
2022年5月4日，響應星際大戰日（Star Wars Day），受星際大戰達人馬可多邀請，出席活動扮演卢克·天行者。
2024年2月1日，中華動漫出版同業協進會聘任鄭運鵬為永久顧問。

## 争议

### 擔任文宣部主任期間發布出現希特勒內容之廣告
2001年7月，鄭運鵬擔任文宣部主任期間，民進黨發布一條名為「嗆聲世代」的廣告，內容具有希特勒、甘乃迪、李登輝等多位政治人物，但因希特勒的爭議而使以色列發表不滿，但鄭運鵬認為「以色列代表處不了解這個活動的內容，才會有這種反應，他樂於和不同意見溝通，但無意修改。」此一廣告亦受到中共的批評，且此一廣告在兩岸皆遭到停播，鄭運鵬回應「民進黨與MTV音樂電視頻道合作的『嗆聲世代』節目因受中共壓力而在兩岸都停播，這是中共遇民進黨則反，不可理喻。他表達不滿，並不排除製作一份『去你的共產黨』海報」。

### 因競選廣告曾判褫奪公權，後無罪確定
2005年2月3日，鄭運鵬因民進黨「再怎麼野蠻」廣告，遭前國民黨立委陳榮盛控告涉嫌違反《公職人員選舉罷免法》，雖一度遭臺灣高等法院臺南分院93年度上更(一)字355號刑事判決有期徒刑6個月並褫奪公權3年，然經最高法院撤銷前述有罪判決並第二度發回臺灣高等法院臺南分院更為審理，臺灣高等法院臺南分院94年度上更(二)字第368號刑事判決維持一審無罪判決結果，全案因而確定。

### 有意邀請沈富雄擔任助理
2016年1月25日，鄭運鵬有意邀請沈富雄擔任國會助理，稱因為以前他就是沈富雄的助理，因此兩人情誼深厚。但在輿論反彈之下，沈富雄表示不想給鄭運鵬添麻煩打消了念頭。

### 領銜提出《著作權法》修正案 遭質疑限制言論自由
2017年9月，鄭運鵬領銜提出《著作權法增訂第八十四條之一條文修正草案》，經另十九位包含民主進步黨和時代力量洪慈庸、高潞·以用·巴魕剌立委連署。內容為著作權人得依民事訴訟法，向法院聲請保全程序，令ISP封鎖具有侵權嫌疑的境外網站IP位址與網域。此一草案引發網友對其侵犯言論自由的質疑，並與2013年經濟部智慧財產局研擬封鎖境外侵權網站事件相擬。9月23日Jason Wang於JOIN平台提出連署。後續於9月30日週六〈台灣網路的白色恐怖再起？鄭運鵬提案增訂著作權法可封鎖網域〉與〈以保護智財之名一直來一直來的意圖-論鄭運鵬封網草案〉兩文，以及王景弘（TonyQ）臉書討論掀起廣大迴響，曾經於2013年指出《電信法》的封網條款有疑慮的學者江雅綺，亦再次為文從智財權角度認為此次封網草案內容過於粗糙。鄭運鵬於隔日（10月1日）午前於臉書承諾撤案。

### 提案鄉鎮市長改官派
2017年11月13日，鄭運鵬提《地方制度法》修正案，欲取消全台鄉鎮市長、鄉鎮市民代表選舉，全面改為官派。

### 為林智堅背書論文涉抄案
2022年7月5日，王鴻薇指稱林智堅在中華大學碩士學位論文涉及抄襲後，媒體從業者黃揚明、臺灣大學國家發展研究所退休教授杜震華等人接續指控林智堅在國立臺灣大學國家發展研究所論文《三人競選之中槓桿者的政治社會基礎及其影響：以2014新竹市長選舉為例》也涉嫌抄襲另名國家發展研究所研究生余正煌的碩士論文。余正煌的碩士論文題目為《2014年新竹市長選舉研究：以林智堅勝選的政治社會基礎分析》，指導教授是李碧涵，口試委員之一是陳明通（林智堅指導教授）。
7月24日，林智堅與民進黨立委鄭運鵬召開記者會，以時間軸順序與寫作過程表示自己在台大國發所在職專班的碩論是自己優先創作，且出於善意透過陳明通教授將自己的撰寫資料提供給疑似與其論文研究相似的余正煌碩士生，並捍衛自己的清白，在記者會過程中，鄭運鵬負責講解「關鍵時間軸」證明林智堅沒有抄襲，並呼籲「台大不要先入為主」。
在台大學倫會認定林智堅抄襲以後，鄭運鵬仍與林智堅共同召開記者會，並對台大學倫會提出8項質疑。
在鄭運鵬接替林智堅成為2022年民進黨桃園市市長參選人以後，鄭運鵬接受專訪時表示，「智堅這案子...我就把它當作陳情案」，鄭運鵬仍然堅信林的清白，並認為林受到委屈。

### 支持數位中介法
2022年8月19日，國家通訊傳播委員會（NCC）公布《數位中介服務法》（簡稱數位中介法），要求業者針對於平台上「不當言論」進行管控，引發爭議。鄭運鵬表示，該法是有鑒於韓國N號房、我國深度偽造事件等，為了保護網路受霸凌者而生，不會影響言論自由，並指出行政院、立院黨團等都很願意廣納建議，讓法案更細膩。

### 親哥涉散布選舉傳言
2022年10月，鄭運鵬的哥哥、網紅難攻大士在臉書內文影射「高虹安是利用特權才插班進北一女」，被對手陣營批評是「弟弟選市長，哥哥當網軍」。對此，鄭運鵬回應「希望大家尊重對手的家人」、「對手牽拖和拉東扯西，就是選情告急的做法」，並稱自己和哥哥是獨立的個體，都是成年人有自己的看法，哥哥也沒幫忙輔選，自己也不知道他寫了什麼，亦稱自己對競爭對手的個人背景、家庭狀況都沒有興趣。

### 赴中國大陸投資以「中國台灣」名義申請商標註冊
2008年，鄭運鵬參加資本額5600萬的「鷗業新媒體」，赴中華人民共和國經商，並於當年10月24日向中華人民共和國知識產權局提出申請專利，以鷗業公司為申請人、自己為頭號發明人，然而2022年被爆料其登記的地址填寫為「中國台灣省台北市」，國籍還自載「中國」。鄭運鵬表示，他就是有這樣的經歷，才知道台灣在國際上遭受不公平待遇、必須要突破困境，並稱國民黨的主張是接受中國單方面的要求，要台灣逆來順受，兩者不同。

## 選舉紀錄
| 年度 | 選舉屆數             | 選舉區           | 所屬政黨   | 得票數  | 得票率 | 當選標記 | 備註 |
| ---- | -------------------- | ---------------- | ---------- | ------- | ------ | -------- | ---- |
| 2004 | 第六屆立法委員選舉   | 臺北市第一選舉區 | 民主進步黨 | 45,234  | 7.42%  |          |      |
| 2016 | 第九屆立法委員選舉   | 桃園市第一選舉區 | 民主進步黨 | 85,955  | 47.25% |          |      |
| 2020 | 第十屆立法委員選舉   | 桃園市第一選舉區 | 民主進步黨 | 104,735 | 46.11% |          |      |
| 2022 | 第三屆桃園市市長選舉 | 桃園市           | 民主進步黨 | 428,983 | 40.03% |          |      |
| 2024 | 第十一屆立法委員選舉 | 桃園市第一選舉區 | 民主進步黨 | 103,466 | 43.00% |          |      |

## 外部連結
- 立法院 -鄭運鵬委員簡介 （页面存档备份，存于）
- 鄭運鵬的Facebook專頁 （页面存档备份，存于）
- 鄭運鵬 Cheng Yun-Peng的Facebook專頁
- 鄭運鵬的Instagram帳戶
- YouTube上的鄭運鵬
- 鄭運鵬的Threads帳號 （页面存档备份，存于）